# Wischhafen
Wischhafen település Németországban, azon belül Alsó-Szászország tartományban. Lakosainak száma 3080 fő (2023. december 31.).

## Népesség
A település népességének változása:
| Lakosok száma | 2953 | 2962 | 2976 | 3029 | 3066 | 3080 |
|               | 2016 | 2017 | 2019 | 2021 | 2022 | 2023 |